# Dagsbergs församling
Dagsbergs församling var en församling i Linköpings stift inom Svenska kyrkan i Norrköpings kommun. Församlingen uppgick 2008 i Västra Vikbolandets församling.
Församlings kyrka var Dagsbergs kyrka.

## Administrativ historik

Dagsbergs församlingsvapen 1997-2007

Församlingen har medeltida ursprung. På 1500-talet utbröts Krokeks församling.
Församlingen utgjorde till 1500-talet ett eget pastorat, därefter till 1639 var församlingen moderförsamling i pastoratet Dagsberg och Krokek, för att i perioden från 1639 till 1693 utgöra ett eget pastorat. Från 1693 till 1 maj 1885 var församlingen åter moderförsamling pastoratet Dagsberg och Krokek, för att från 1 maj 1885 till 1 maj 1921 utgöra ett eget pastorat. Från 1 maj 1921 till 1962 bildade församlingen pastorat med Furingstads församling, till 29 juni 1921 som moderförsamling, därefter som annexförsamling. Från 1962 till 2008 var församlingen annexförsamling i pastoratet Kuddby, Tåby, Å, Östra Stenby, Konungsund, Furingstad och Dagsberg. Församlingen uppgick 2008 i Västra Vikbolandets församling.
Församlingskod var 058119.

## Kyrkoherdar
| Ämbetstid | Namn                       | Levnadstid | Övrigt                         |
| --------- | -------------------------- | ---------- | ------------------------------ |
| 1390–1404 | Niclis Svensson            |            |                                |
|           | Nicolaus                   |            |                                |
| 1475–1481 | Bartholomaeus              | –1481      |                                |
| 1482      | Petrus                     |            |                                |
| 1493      | Joan                       |            |                                |
| 1500      | Torstanus                  |            | Curatus                        |
| 1526      | Mons                       |            |                                |
| 1555      | Canutus                    |            |                                |
| 1562–1575 | Nils                       | –1575      |                                |
| 1575–1608 | Nicolaus Nicolai           | –1608      | Kyrkoherde och kontraktsprost. |
| 1609–1646 | Jonas Petri Metronius      | –1646      |                                |
| 1648–1661 | Olaus Jonæ Alcidatus       | 1599–1661  |                                |
| 1662–1664 | Zacharias Gunnari Rivenius | –1664      |                                |
| 1666–1691 | Nicolaus Kling             | 1622–1691  |                                |
| 1693–1694 | Ericus Dahl                | –1694      |                                |
| 1695–1712 | Petrus Nicolai Planæus     | 1652–1712  |                                |
| 1715–1716 | Emanuel Wibjörnson         | –1716      |                                |
| 1716–1732 | Anders Hallenberg          | 1682–1732  |                                |
| 1733–1741 | Lars Ståhle                | 1684–1741  |                                |
| 1742–1776 | Johan Christer Duræus      | 1701–1776  |                                |
| 1778–1789 | Carl Callerholm            | 1720–1789  |                                |
| 1791–1820 | Johan Pehr Schneider       | 1757–1820  |                                |
| 1823–1869 | Carl Magnus Hederström     | 1782–1869  |                                |
| 1871–1909 | Jonas Wirén                | 1824–1909  | [ 5 ] [ 6 ]                    |

### Hovpredikanter
Hovpredikanter på Bråborg.
| Ämbetstid | Namn                     | Levnadstid | Övrigt                                                     |
| --------- | ------------------------ | ---------- | ---------------------------------------------------------- |
| 1600      | Andreas Erici Helsingius | –1649      | Senare kyrkoherde i Hagebyhöga.                            |
| 1608      | Isaacus Erici            | 1576–1650  | Senare kyrkoherde i Östra Stenby.                          |
| 1611      | Claudius Prytz           | 1585–1658  | Senare kyrkoherde i Sankt Olofs församling, Norrköping.    |
| 1613–1618 | Petrus Bjugg             | 1587–1656  | Senare kyrkoherde i S:t Laurentii församling, Söderköping. |
|           | Petrus Kling             | 1660-      |                                                            |
| 1694-1695 | Petrus Nicolai Planæus   | 1652–1712  | Senare kyrkoherde i församlingen.                          |

## Klockare, kantor och organister
| Ämbetstid | Namn                  | Levnadstid | Övrigt                |
| --------- | --------------------- | ---------- | --------------------- |
| 1678-1689 | Måns                  |            | Klockare              |
| 1685      | Holsten               |            | Organist              |
| 1689      | Mattias               |            | Organist              |
| 1693      | Mattias               |            | Klockare              |
| 1703-1718 | Nils                  |            | Klockare              |
| 1740-1753 | Johan                 |            | Organist              |
| –1771     | Johan Petter Hallberg | 1720–1771  | Klockare              |
| 1772–1779 | Botvid Wessin         | 1743–      | Organist och klockare |
| 1774      | Johan Johansson       |            | Organist              |
| 1785-1786 | Petter Hammarbeck     | 1751-1786  | Klockare och organist |
| 1787–1794 | Daniel Hallberg       | 1761–1794  | Klockare              |
| 1796–1808 | Nils Bergman          | 1762–      | Klockare och organist |
| 1808–1838 | Per Stylin            | 1784–1838  | Klockare och organist |
| 1840–1861 | Nils Fredrik Strand   | 1809–1861  | Klockare och organist |
| 1871–1875 | Karl Alfrid Andersson | 1844–      | Klockare och organist |